# 猪战
猪战（英語：Pig War）是1859年发生于美国和英属北美之间的一场冲突。冲突的焦点为美加边境上圣胡安群岛的归属问题，而引发冲突的直接原因是美国农民射杀了一只加拿大农民的猪，因此此次冲突被称为猪战，又被称为猪鬧劇、猪和马铃薯战争、圣胡安岛边境争议和西北边境争议。由於沒有交火和人員傷亡，這場衝突被視為無血衝突。

## 背景
1846年6月15日，英美簽署俄勒岡條約解決俄勒岡邊界爭議。條約規定美屬俄勒岡地區與英屬哥倫比亞地區之間的邊界以北緯四十九度劃分，一直延伸至溫哥華島與北美大陸之間的海上通道中線，然後南轉穿過該通道和胡安·德·富卡海峽，直至太平洋為止。然而，問題在於該海上通道有兩條海峽可被視為通道中線，一條是哈羅海峽，位於聖胡安群島西端，另一條是羅薩里奧海峽，位於聖胡安群島東端。但在1846年，時人對該地區的地理仍存在一些不確定的地方。當時最常用的地圖為1798年出版的喬治·溫哥華版本和1845年出版的查爾斯·威克斯版本，兩個版本都沒有清楚描繪溫哥華島和海灣群島的東南沿岸海域，因此哈羅海峽在當時尚未為人所知。
1856年，英美設立邊界委員會解決雙方邊界的問題，其中包括喬治亞海峽與胡安·德·富卡海峽之間的水路邊界問題。雙方在1857年曾就該問題多次會面並交換書信。英方認為根據俄勒岡條約的字眼和條約草擬者的原意，應以羅薩里奧海峽是為界，但美方堅持以哈羅海峽為界。水路邊界的爭議令雙方都宣稱擁有聖胡安群島的主權。

## 事件起因
1859年6月15日，即俄勒冈条约生效13年后，条约中的模糊条款引起冲突。美国农民莱曼·卡特莱登陸圣胡安群岛，根据捐赠土地法案宣称拥有这片土地，并射杀了一只闯进他的庄园并啃食马铃薯的大黑猪。这只大黑猪是一个受雇佣于哈德逊湾公司的爱尔兰人查尔斯·格里芬的财产。卡特莱愿意支付10美元赔偿，但格里芬要求100美元。最终英国当局逮捕了卡特莱，随后冲突升级。